# Looking Forward
Looking Forward és una pel·lícula en blanc i negre que es va estrenar el 28 d'abril de 1933 i que també es va titular The New Deal. Va ser dirigida per Clarence Brown i els actors principals van ser Lionel Barrymore, Lewis Stone i Elizabeth Allan. És una pel·lícula basada en l'obra de teatre Service escrita per C. L. Anthony (1932), explica la lluita del propietari d'uns magatzems per salvar el seu negoci durant la Gran Depressió. Existeix una altra pel·lícula amb el mateix nom estrenada l'any 1910.

## Repartiment
- Lionel Barrymore (Tim Benton)
- Lewis Stone (Gabriel Service, Sr.)
- Benita Hume (Mrs. Isabel Service)
- Elizabeth Allan (Caroline Service)
- Phillips Holmes (Michael Service)
- Colin Clive (Geoffrey Fielding)
- Alec B. Francis (Mr. Birkenshaw)
- Doris Lloyd (Mrs. Lil Benton)
- Halliwell Hobbes (James Felton)
- Douglas Walton (Willie Benton)
- Viva Tattersall (Elsie Benton)
- Lawrence Grant (Philip Bendicott)
- George K. Arthur (Mr. Tressitt)
- Billy Bevan (Mr. Barker)

## Argument
Ofegat per problemes financers a causa de la Gran Depressió, el propietari d'uns magatzems a Londres, Gabriel Service, cedeix a la pressió dels seus socis i acomiada molts dels seus empleats. Entre ells hi ha Benton, un veterà de l'empresa a la quarantena del departament de comptabilitat. Tot i que atordit, Benton accepta dòcilment el seu acomiadament i també la justificació de Service en el sentit que li falta empenta per ser útil en l'empresa. A casa, explica a la seva família que Service no ha tingut més remei que acomiadar-lo. Al mateix moment, a casa seva Service retreu a la seva filla Caroline i a la madrastra d'aquesta, Isabel, els seus hàbits malgastadors i els explica que la fortuna familiar s'està diluint a marxes forçades. A rel d'això es veurà forçat a vendre la mansió on viuen per tal de salvar la botiga. Isabel, informa el seu marit que demanarà el divorci si decideix que la botiga és més important que el negoci familiar. La filla, tot i que realment preocupada pel benestar del seu pare, no es creu els seus problemes financers i insisteix en no vendre la casa.
L'endemà Service i els seus socis discuteixen si acceptar una oferta pel negoci d'un competidor, Stoner, l'ètica del qual Service deplora. Tot i la recança que li produeix vendre-li precisament a ell, Service accepta verbalment el tracte i aquella nit anuncia a Caroline que sacrificarà el negoci per satisfer les necessitats familiars. Caroline li explica al seu pare que Isabel ha fugit amb un altre home.
Mentrestant Benton ha endegat amb èxit un petit negoci de pastisseria amb la seva dona i els dos fills. Al sentir els rumors de la venda del negoci del seu ex-cap, es preocupa per ell. decideix agafar uns pastissets de carn acabats de preparar per portar-los-hi. Decideix esperar-se alavora de la botiga esperant veure Service passar. Mentrestant, Service discuteix amb Caroline i el seu altre fill Michael, que acaba d'arribar d'Europa, sobre la possibilitat d'evitar la venda. Michael ensenya els dibuixos dels mobles que pensava vendre a la botiga i Caroline, secretament enamorada del secretari del seu pare, insisteix que amb la dedicació combinada de tots tres podran salvar la botiga. Tot i la lleialtat inesperada dels fills, Service refusa fer-se enrere en el tracta i marxa per signar el contracte amb Stoner. Pel camí troba Benton i escolta com el seu ex-empleat descriu la Gran Depressió com si fos una guerra mundial del present i com li demana que permeti els seus fills lluitar pel futur de la botiga. Service es convenç i retorna a casa per anunciar les bones notícies i tots estan d'acord que a la botiga han de vendre els deliciosos pastissos de Benton.